# Мало-Петровское
Мало-Петровское — опустевшая деревня в Юрьев-Польском районе Владимирской области России, входит в состав Красносельского сельского поселения.

## География
Деревня расположена в 15 км на северо-восток от райцентра города Юрьев-Польский.

## История
В XIX — начале XX века деревня входила в состав Паршинской волости Юрьевского уезда, с 1925 года — в составе Юрьевской волости Юрьев-Польского уезда Иваново-Вознесенской губернии. В 1859 году в деревне числилось 46 дворов, в 1905 году — 54 двора.
С 1929 года деревня являлась центром Мало-Петровского сельсовета Юрьев-Польского района, с 1940 года — в составе Юрковского сельсовета, с 1959 года — в составе Городищенского сельсовета, с 1992 года — в составе Энтузиастского сельсовета, с 2005 года — в составе Красносельского сельского поселения.

## Население
| 1859 | 1905 | 2002 | 2010 | 2021 |
| ---- | ---- | ---- | ---- | ---- |
| 287  | ↗397 | ↘0   | →0   | →0   |